# Vietnam ai Giochi della XXVIII Olimpiade
Il Vietnam partecipò ai Giochi della XXVIII Olimpiade, svoltisi ad Atene, Grecia, dal 13 al 29 agosto 2004, con una delegazione di 11 atleti impegnati in otto discipline.

## Delegazione
| Sport             | Uomini | Donne | Totale |
| ----------------- | ------ | ----- | ------ |
| Atletica leggera  | 1      | 1     | 2      |
| Canoa/kayak       | -      | 1     | 1      |
| Canottaggio       | -      | 2     | 2      |
| Nuoto             | 1      | -     | 1      |
| Taekwondo         | 2      | -     | 2      |
| Sollevamento pesi | -      | 1     | 1      |
| Tennistavolo      | 1      | -     | 1      |
| Tiro              | 1      | -     | 1      |
| Totale            | 6      | 5     | 11     |

## Risultati

### Atletica leggera
| Q | Qualificato al turno successivo per la Classifica in qualificazione                                                          |
| q | Qualificato per il turno successivo per ripescaggio o, negli eventi su campo, conquistando la misura minima per qualificarsi |

Maschile
Eventi su pista e strada
| Atleta       | Evento      | Batteria  | Batteria   | Semifinale      | Semifinale      | Finale          | Finale          |
| Atleta       | Evento      | Risultato | Classifica | Risultato       | Classifica      | Risultato       | Classifica      |
| ------------ | ----------- | --------- | ---------- | --------------- | --------------- | --------------- | --------------- |
| Lê Văn Dương | 800 m piani | 1'49"81   | 8º         | non qualificato | non qualificato | non qualificato | non qualificato |

Femminile
Eventi sul campo
| Atleta        | Evento        | Batteria  | Batteria   | Semifinale      | Semifinale      | Finale          | Finale          |
| Atleta        | Evento        | Risultato | Classifica | Risultato       | Classifica      | Risultato       | Classifica      |
| ------------- | ------------- | --------- | ---------- | --------------- | --------------- | --------------- | --------------- |
| Bùi Thị Nhung | Salto in alto | 1,80 m    | 33ª        | non qualificata | non qualificata | non qualificata | non qualificata |

### Canoa/kayak
Sprint
| Atleta        | Evento           | Batteria  | Batteria   | Semifinale | Semifinale | Finale          | Finale          |
| Atleta        | Evento           | Risultato | Classifica | Risultato  | Classifica | Risultato       | Classifica      |
| ------------- | ---------------- | --------- | ---------- | ---------- | ---------- | --------------- | --------------- |
| Đoàn Thị Cách | K1 500 femminile | 2'06"126  | 7º q       | 2'06"692   | 8º         | non qualificata | non qualificata |

### Canottaggio
Femminile
| FA   | Qualificato in finale A (per le medaglie)     |
| FB   | Qualificato in finale B (non per le medaglie) |
| FC   | Qualificato in finale C (non per le medaglie) |
| FD   | Qualificato in finale D (non per le medaglie) |
| FE   | Qualificato in finale E (non per le medaglie) |
| FF   | Qualificato in finale F (non per le medaglie) |
| SA/B | Semifinali A/B                                |
| SC/D | Semifinali C/D                                |
| SE/F | Semifinali E/F                                |
| QF   | Qualificato ai quarti di finale               |
| R    | Ripescaggio                                   |

| Atleta                       | Evento      | Batteria | Batteria  | Ripescaggio | Ripescaggio | Semifinali | Semifinali | Finale  | Finale    |
| Atleta                       | Evento      | Tempo    | Posizione | Tempo       | Posizione   | Tempo      | Posizione  | Tempo   | Posizione |
| ---------------------------- | ----------- | -------- | --------- | ----------- | ----------- | ---------- | ---------- | ------- | --------- |
| Phạm Thị Hiền Nguyễn Thị Thị | 2 di coppia | 7'42"43  | 6ª R      | 7'35"29     | 5ª FC       | Bye        | Bye        | 8'14"80 | 18ª       |

### Nuoto
Maschile
| Atleta          | Evento     | Batteria  | Batteria   | Semifinale      | Semifinale      | Finale          | Finale          |
| Atleta          | Evento     | Risultato | Classifica | Risultato       | Classifica      | Risultato       | Classifica      |
| --------------- | ---------- | --------- | ---------- | --------------- | --------------- | --------------- | --------------- |
| Nguyễn Hữu Việt | 100 m rana | 1'06"70   | 52º        | non qualificato | non qualificato | non qualificato | non qualificato |

### Sollevamento pesi
Femminile
| Atleta           | Evento           | Strappo   | Strappo    | Slancio   | Slancio    | Totale | Classifica |
| Atleta           | Evento           | Risultato | Classifica | Risultato | Classifica | Totale | Classifica |
| ---------------- | ---------------- | --------- | ---------- | --------- | ---------- | ------ | ---------- |
| Nguyễn Thị Thiết | −63 kg femminile | 95        | =5ª        | 110       | 7ª         | 205    | 6ª         |

### Taekwondo
Maschile
| Atleta           | Evento | Ottavi                  | Quarti               | Semifinali           | Ripescaggio 1        | Ripescaggio 2        | Finale / FB          | Pos.            |                 |
| Atleta           | Evento | Avversario Punteggio    | Avversario Punteggio | Avversario Punteggio | Avversario Punteggio | Avversario Punteggio | Avversario Punteggio | Pos.            |                 |
| ---------------- | ------ | ----------------------- | -------------------- | -------------------- | -------------------- | -------------------- | -------------------- | --------------- | --------------- |
| Nguyễn Quốc Huân | 58 kg  | Magomedov (RUS) V 12–10 | Green (GBR) V 4–2    | Salazar (MEX) P 0–8  | Bye                  | Ramos (ESP) P 0–8    | non qualificato      | 5º              |                 |
| Nguyễn Văn Hùng  | +80 kg | Heino (FIN) V 8–5       | Aqil (JOR) P 2–4     | non qualificato      | non qualificato      | non qualificato      | non qualificato      | non qualificato | non qualificato |

### Tennistavolo
Maschile
| Atleta         | Evento  | 1º turno             | 2º turno             | 3º turno             | 4º turno             | Quarti di finale     | Semifinali           | Finale / FB          | Finale / FB     |
| Atleta         | Evento  | Avversario Risultato | Avversario Risultato | Avversario Risultato | Avversario Risultato | Avversario Risultato | Avversario Risultato | Avversario Risultato | Pos.            |
| -------------- | ------- | -------------------- | -------------------- | -------------------- | -------------------- | -------------------- | -------------------- | -------------------- | --------------- |
| Đoàn Kiến Quốc | Singolo | Yang (ITA) P 1–4     | non qualificato      | non qualificato      | non qualificato      | non qualificato      | non qualificato      | non qualificato      | non qualificato |

### Tiro a segno/volo
Maschile
| Atleta            | Evento                      | Qualificazioni | Qualificazioni | Finale          | Finale          |
| Atleta            | Evento                      | Punti          | Classifica     | Punti           | Classifica      |
| ----------------- | --------------------------- | -------------- | -------------- | --------------- | --------------- |
| Nguyễn Mạnh Tường | Pistola 10 m aria compressa | 568            | 41º            | non qualificato | non qualificato |